# Daq-e Bohlūl
Daq-e Bohlūl (persiska: دق بهلول) är en ort i Iran.   Den ligger i provinsen Khorasan, i den nordöstra delen av landet, 800 km öster om huvudstaden Teheran. Daq-e Bohlūl ligger 490 meter över havet och antalet invånare är 466.
Terrängen runt Daq-e Bohlūl är platt åt nordost, men åt sydväst är den kuperad.Runt Daq-e Bohlūl är det glesbefolkat, med 20 invånare per kvadratkilometer. Närmaste större samhälle är Chāleh Zard, 7,2 km sydost om Daq-e Bohlūl. Omgivningarna runt Daq-e Bohlūl är i huvudsak ett öppet busklandskap.